# Stefano Gabbana
Stefano Gabbana (phát âm tiếng Ý: [ˈsteːfano ɡabˈbaːna] (sinh ngày 14 tháng 11 năm 1962) là một nhà thiết kế thời trang và cùng với Domenico Dolce, người đồng sáng lập của nhà mốt xa xỉ Dolce & Gabbana.

## Tiểu sử
Ông sinh ngày 14 tháng 11 năm 1962
Gabbana sinh ngày 14 tháng 11 năm 1962 ra ở Milano với một người cha làm việc trong một nhà máy in và một người mẹ làm việc cho một dịch vụ giặt ủi. Gia đình anh ta đến từ Veneto: cha anh sinh ra ở Ceggia và mẹ anh ở Cessalto. Anh tốt nghiệp Istituto Superiore per le Industrie Artistiche, một học viện thiết kế ở Rome.

## Sự nghiệp

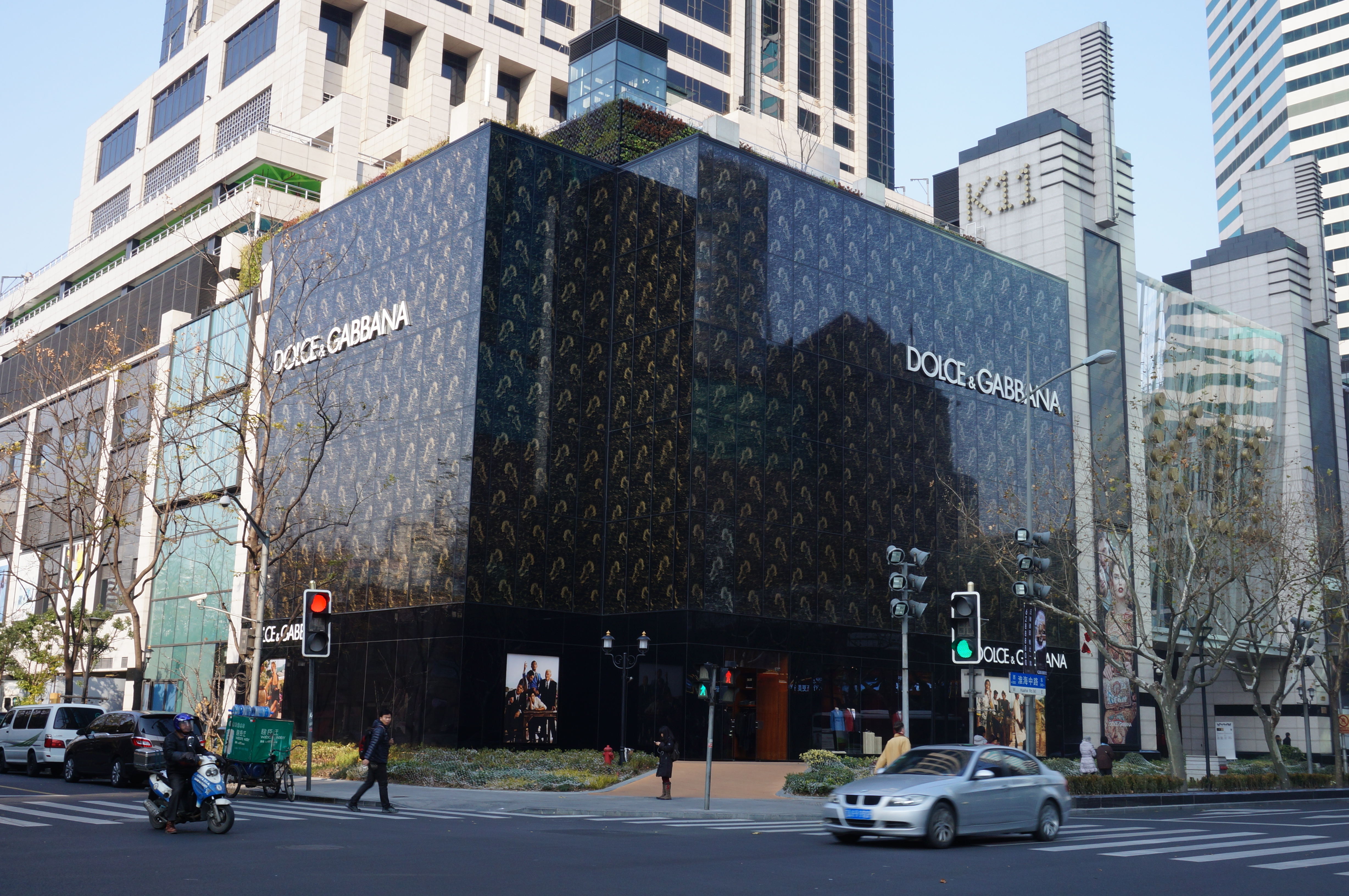
Cửa hiệu Dolce & Gabbana ở Thượng Hải

Năm 1980, Gabbana đã gặp Sicilian Domenico Dolce thông qua chủ nhân, nhà thiết kế của Dolce Giorgio Correggiari. Correggiari, người đã chết năm 2012, có ảnh hưởng rất lớn đến cặp đôi này, Gabbana nói vào năm 2013: "Anh ấy không nổi tiếng lắm. Nhưng đối với chúng tôi, anh ấy rất quan trọng. Anh ấy đã dạy chúng tôi những gì 'không' phải làm."
Năm 1983, Gabbana và Dolce rời Correggiari để tự làm việc; hai năm sau, họ đã ra mắt Dolce & Gabbana S.p.A. (D & G).
Vào tháng 10 năm 1985, thương hiệu Dolce & Gabbana đã ra mắt buổi trình diễn thời trang tại Milano Collezioni's Nuovi Talenti (Tài năng mới). Vào tháng 3 năm 1986, D & G đã phát hành bộ sưu tập đầu tiên và tổ chức chương trình riêng của mình, "Real Women". Năm 1987, cửa hàng D & G đầu tiên được mở tại Milan, tại số 7 Via Santa Cecilia. Năm 1988, D & G đã thiết lập quan hệ đối tác với cha của Dolce, Saverio, người sở hữu công ty sản xuất Dolce Saverio tại Legnano, gần Milano.
D & G tiếp tục mở rộng, tổ chức các buổi trình diễn thời trang đầu tiên tại Tokyo (tháng 4 năm 1989) và New York (tháng 4 năm 1990), và phát hành các bộ sưu tập mới, bao gồm dòng đồ lót và đồ đi biển đầu tiên vào tháng 7 năm 1989, và dòng sản phẩm nam giới đầu tiên vào tháng 1 năm 1990. Vào tháng 11 năm 1990, D & G đã khai trương phòng trưng bày tại Thành phố New York của mình tại 532 Broadway tại SoHo, Manhattan. D & G đã phát hành loại nước hoa đầu tiên, Dolce & Gabbana Parfum, vào tháng 10 năm 1992.
Năm 1993, các nhà thiết kế người Ý đã nổi tiếng trên toàn thế giới khi Madonna chọn D & G để thiết kế trang phục cho cô Girlie Show World Tour. 
Họ đã tiếp tục thiết kế cho Monica Bellucci, Kylie Minogue, Angelina Jolie và Isabella Rossellini.
Những bổ sung sau này cho dòng D & G bao gồm cà vạt, thắt lưng, túi xách, kính râm, đồng hồ và giày dép. Đến năm 2003, công ty đã bán được nhiều sản phẩm ở Ý hơn Armani, Gucci, Prada và Versace. Năm 2009, gần 25 năm sau khi D & G mở cửa, công ty có 113 cửa hàng và 21 cửa hàng nhà máy, đội ngũ nhân viên 3.500 người và doanh thu hàng năm hơn 1 tỷ euro.

## Cuộc sống cá nhân
Gabbana và Dolce là một cặp đôi công khai trong nhiều năm. Sau thành công của họ, họ sống trong một biệt thự thế kỷ 19 ở Milan và sở hữu một số bất động sản ở French Riviera. Họ đã kết thúc mối quan hệ lâu dài vào năm 2003, nhưng cặp đôi vẫn làm việc cùng nhau tại D&G.
Tính đến tháng 3 năm 2015, Gabbana là người giàu thứ 28 ở Ý với tài sản ròng khoảng 1,56 tỷ USD, theo Forbes.

### Rắc rối pháp lý
Vào năm 2013, cả Stefano Gabbana và Domenico Dolce đều bị kết án trốn thuế và bị kết án 20 tháng án treo trong tù. Một tòa án ở Ý đã phát hiện cặp tội phạm này đã không tuyên bố hàng triệu euro doanh thu kiếm được thông qua một công ty con của D & G, Gado, có trụ sở tại Luxembourg. Họ phủ nhận các cáo buộc và kháng cáo vụ án; vào tháng 10 năm 2014, cả hai đã bị tòa án phúc thẩm xóa.